# Leinster Square
Pour les articles homonymes, voir Leinster (homonymie).
Leinster Square ( / l ɛ n s t ə / ) est un square situé à Bayswater à l'intersection de Westbourne et Notting Hill, dans la Cité de Westminster, à Londres.
La place fait partie d’un vaste ensemble de domaines victoriens de logements privés dotés d’un aménagement paysager et d’une architecture esthétiques. Ceux-ci comprennent Prince's Square, de conception symétrique, dont les façades carrées, Hereford Road et Garway Road. Une grande partie des dégâts de guerre subis lors du blitz de Londres ont été rapidement réparés et des maisons ont été reconstruites dans le style des terrasses hautes d'origine.
Les grandes maisons mitoyennes victoriennes classées au grade II entourent la place qui, du côté de Hereford Road, compte plusieurs restaurants et de cafés. Les bâtiments ont des sous-sols avec des balustrades noires, des toits en mansarde en ardoise, des fenêtres à guillotine et des briques jaunes avec des projections en stuc blanc, et des frontons.
À partir de 2015, une série de développements haut de gamme aura lieu sur la place, avec de nouveaux appartements et maisons de ville construits derrière la façade de deux anciens hôtels.
Les bâtiments entourant la place sont classés grade II sur la liste du patrimoine national de l'Angleterre . Les bâtiments sont regroupés dans les listes individuelles suivantes : 1 à 6, 7 à 16, 17 à 20, 23 à 26, 21 et 22, 27 à 34, et 38–57 Place Leinster.
35-37 et 58-64 et Leinster Square sont répertoriés en deux groupes avec des bâtiments situés à proximité de Prince's Square,.

## Histoire
Le Leinster Square a été créé en 1856 avec la place adjacente Prince's Square et a été achevé en 1864, principalement par l’obscur constructeur et spéculateur George Wyatt. Les platanes qui dominent encore aujourd'hui les jardins datent de cette époque, y compris celui planté au milieu du jardin le 26 février 1887 lors de l'année du jubilé de la reine Victoria.
En 1977, après une période de déclin, le jardin a été réaménagé, avec de vastes plantations qui subsistent aujourd'hui et la restauration de ses balustrades en fer, dont les originaux avaient été retirés pendant la Seconde Guerre mondiale.
À ce jour, le jardin est uniquement accessible aux résidents et est géré par la Leinster Square Gardens Association (LSGA), créée en 1976 pour reconstruire les jardins après la période de négligence susmentionnée.

## Résidents notables
- Sting vivait au 28A Leinster Square à la fin des années 1970, pendant les années de formation de The Police[13].